# Frédéric Marconato
Pas d'image ? Cliquez ici

a Compétitions nationales et continentales officielles uniquement.

Dernière mise à jour le 24 décembre 2024.
Frédéric Marconato, né le 20 février 1981 à Revel (Haute-Garonne), est un joueur rugby à XV français qui évolue au poste de pilier. Il mesure 1,81 m pour 110 kg.

## Biographie
Frédéric Marconato à l'occasion de servir de partenaire d'entraînement pour les All Blacks, le 18 septembre 2007 lors de la Coupe du monde en France.

## Palmarès
- Champion de France Cadets (Stade toulousain)
- Champion de France Juniors Crabos (Stade toulousain) : 1999
- Champion de France des Comités (Midi-Pyrénées)
- Champion de France Espoirs (Stade toulousain) : 2003